# 曽禰達蔵

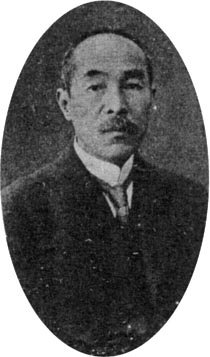
曽禰達蔵

曽禰 達蔵（そね たつぞう、旧字体：曾禰 達󠄁藏、1853年1月3日〈嘉永5年11月24日〉 - 1937年〈昭和12年〉12月6日）は日本の建築家。正五位。
同郷の辰野金吾とともにジョサイア・コンドルに学んだ日本人建築家の第1期生。「一丁ロンドン」と呼ばれた丸の内の三菱系貸事務所建築群の設計に関わった。のち後輩の中條精一郎（1868年 - 1936年）とともに設計事務所を開設し、慶應義塾図書館、鹿児島県庁舎本館、明治屋京橋ビルなどを設計した。日本造家学会（現日本建築学会）創立委員・会長。

## 経歴
- 1852年（嘉永5年）肥前国唐津藩士（祐筆）曾禰政乂(曽禰寸斉の子)の長男として江戸に生まれる
- 1873年（明治6年）工部省工学寮工学校（後の工部大学校）入学
- 1879年（明治12年）工部大学校造家学科（のちの東京大学建築学科）卒業、工部省入り
- 1881年（明治14年）工部大学校助教授
- 1886年（明治19年）海軍に入り、呉鎮守府の建築委員になる
- 1890年（明治23年）恩師コンドルの紹介で三菱社に入社
- 1892年（明治25年）三菱一・二号館の建設が始まる（1894年・1895年に竣工）、以後丸の内に煉瓦造のオフィス街が生まれてゆく
- 1894年（明治27年）中村達太郎らとともに震災予防調査会委員として庄内地震発生直後の現地調査を行う[1]。
- 1906年（明治39年）三菱を定年退社、建築事務所を開設
- 1908年（明治41年）中條精一郎とともに曽禰中條建築事務所開設
- 1936年（昭和11年）共同経営者の中條が逝去
- 1937年（昭和12年）逝去。墓所は谷中霊園。

## 主な作品
| 建造物名                       | 年     | 所在地               | 状態       | 指定                   | 備考1                                                           |
| ------------------------------ | ------ | -------------------- | ---------- | ---------------------- | --------------------------------------------------------------- |
| 三菱一号館                     | 1894年 | 東京都千代田区       | 現存しない |                        | 設計：ジョサイア・コンドル。曽禰は現場主任として関与。          |
| 三菱二号館                     | 1895年 | 東京都千代田区       | 現存しない |                        | 共同設計：ジョサイア・コンドル                                  |
| 三菱三号館                     | 1896年 | 東京都千代田区       | 現存しない |                        | 共同設計：ジョサイア・コンドル                                  |
| 旧三菱銀行神戸支店             | 1900年 | 兵庫県神戸市         | 現存しない |                        | 別名・ファミリアホール                                          |
| 三菱四・六・七号館             | 1904年 | 東京都千代田区       | 現存しない |                        |                                                                 |
| 長崎造船所 占勝閣              | 1904年 | 長崎県長崎市         |            | 世界遺産               | 「明治日本の産業革命遺産 製鉄・製鋼、造船、石炭産業」の構成遺産 |
| 三菱五号館                     | 1905年 | 東京都千代田区       | 現存しない |                        |                                                                 |
| 旧東京倉庫神戸支店兵庫出張所   | 1906年 | 兵庫県神戸市         |            |                        |                                                                 |
| 慶應義塾図書館                 | 1912年 | 東京都港区           |            | 重要文化財             | 現在は斯道文庫や福澤諭吉記念慶應義塾史展示館などが入る          |
| 東京海上ビルディング旧館       | 1918年 | 東京都千代田区       | 現存しない |                        |                                                                 |
| 旧日本郵船神戸支店             | 1918年 | 兵庫県神戸市         |            |                        | 現・神戸メリケンビル                                            |
| 日石ビルディング               | 1922年 | 東京都千代田区       | 現存しない |                        | 旧・有楽館                                                      |
| 郵船ビルヂング                 | 1923年 | 東京都千代田区       | 現存しない |                        |                                                                 |
| 明治屋ビル                     | 1924年 | 大阪市中央区         |            |                        |                                                                 |
| 旧鹿児島県庁舎本館             | 1925年 | 鹿児島県鹿児島市     |            | 登録有形文化財         | 現・県政記念館                                                  |
| 小笠原伯爵邸                   | 1927年 | 東京都新宿区         |            | 東京都選定歴史的建造物 |                                                                 |
| 旧三井銀行小樽支店             | 1927年 | 北海道小樽市         |            | 重要文化財             |                                                                 |
| 慶應義塾大学医学部予防医学教室 | 1929年 | 東京都新宿区         |            |                        |                                                                 |
| 東京海上ビルディング新館       | 1930年 | 東京都千代田区       | 現存しない |                        |                                                                 |
| 明治屋京橋ビル                 | 1933年 | 東京都中央区         |            | 中央区指定有形文化財   |                                                                 |
| 講談社ビル                     | 1933年 | 東京都文京区         |            |                        |                                                                 |
| 慶應義塾大学日吉キャンパス     | 1934年 | 神奈川県横浜市港北区 |            |                        |                                                                 |
| 岩崎家熱海別邸                 | 1935年 | 静岡県熱海市         |            |                        |                                                                 |
| 三井住友銀行大阪中央支店       | 1936年 | 大阪市中央区         |            |                        |                                                                 |
| 慶應義塾幼稚舎                 | 1936年 | 東京都港区           |            |                        | 共同設計：谷口吉郎                                              |
| 旧田中光顕別邸                 | 1937年 | 神奈川県小田原市     |            | 登録有形文化財         | 現・小田原文学館本館                                            |

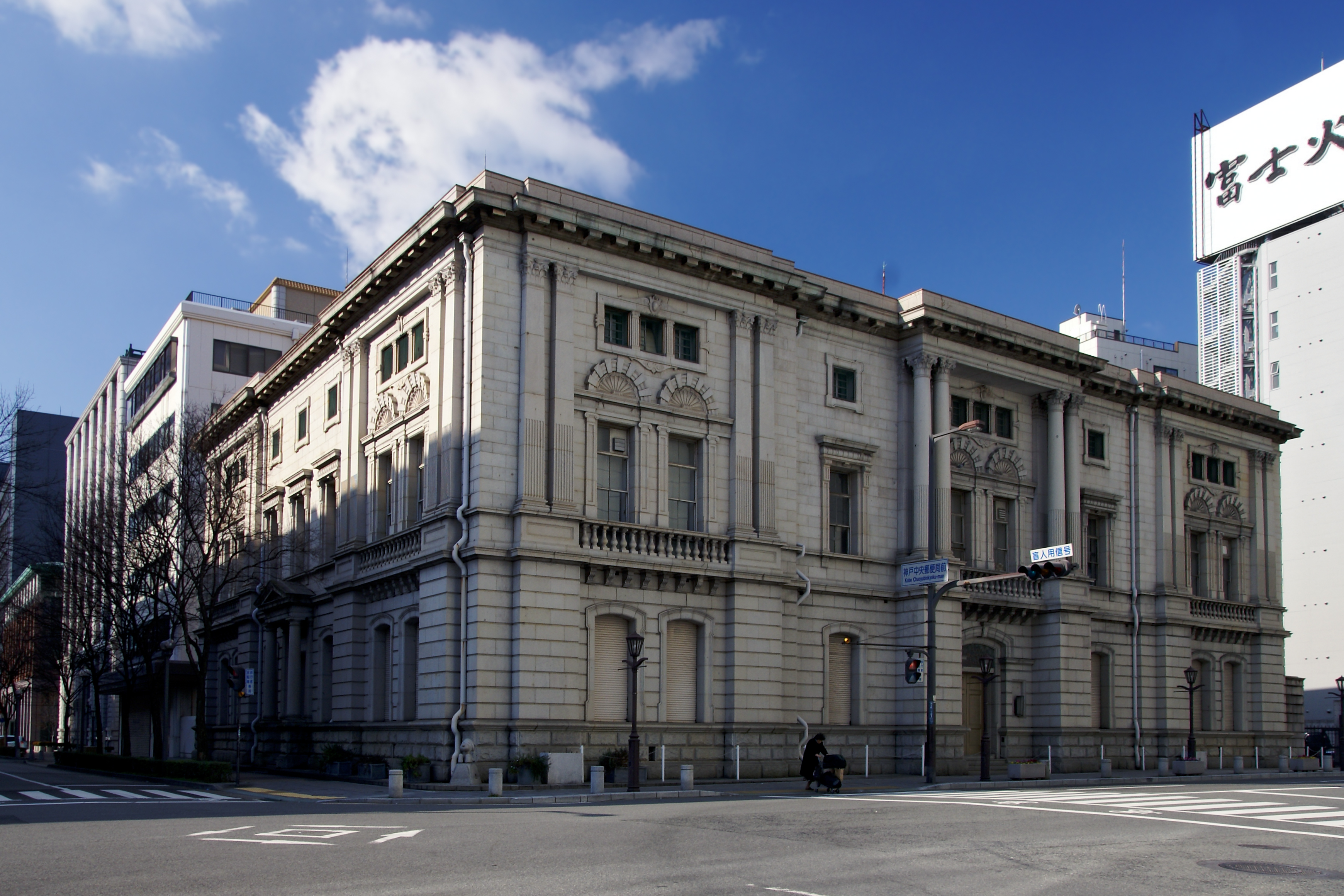
旧三菱銀行神戸支店（1900年竣工）
長崎造船所 占勝閣（1904年竣工）
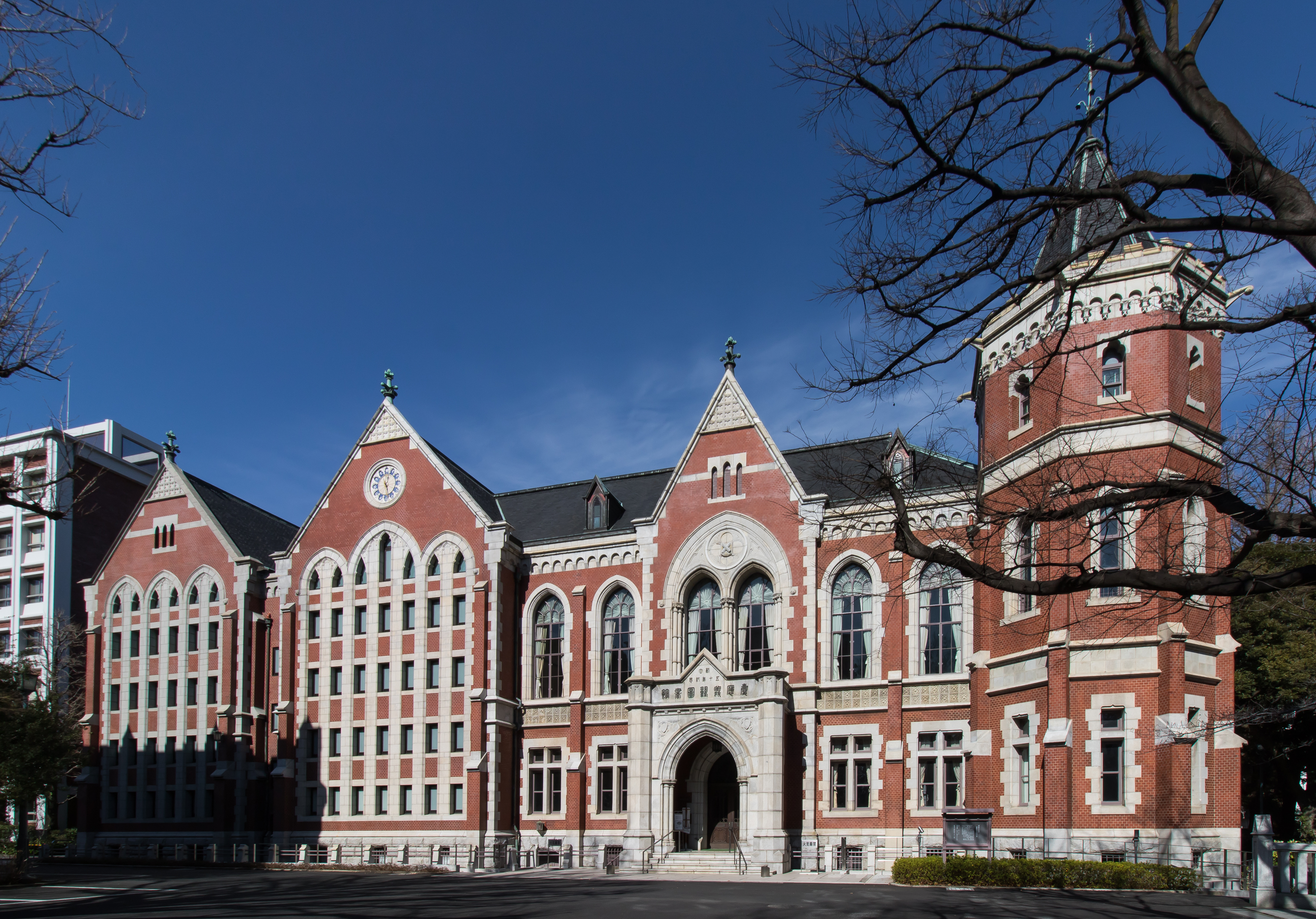
慶應義塾図書館旧館（1912年竣工）
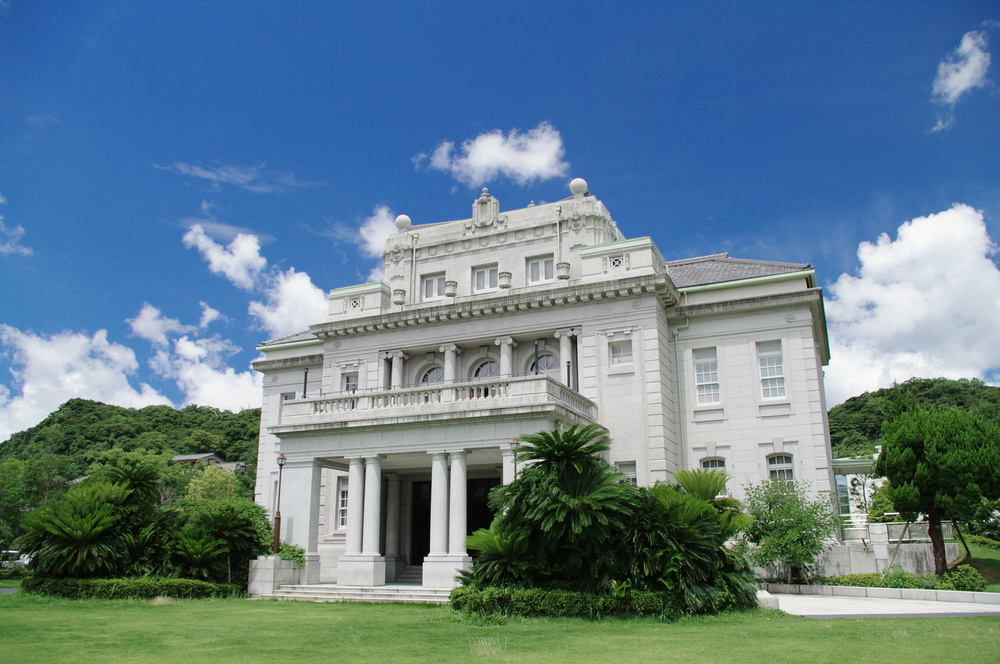
旧鹿児島県庁舎（1925年竣工）
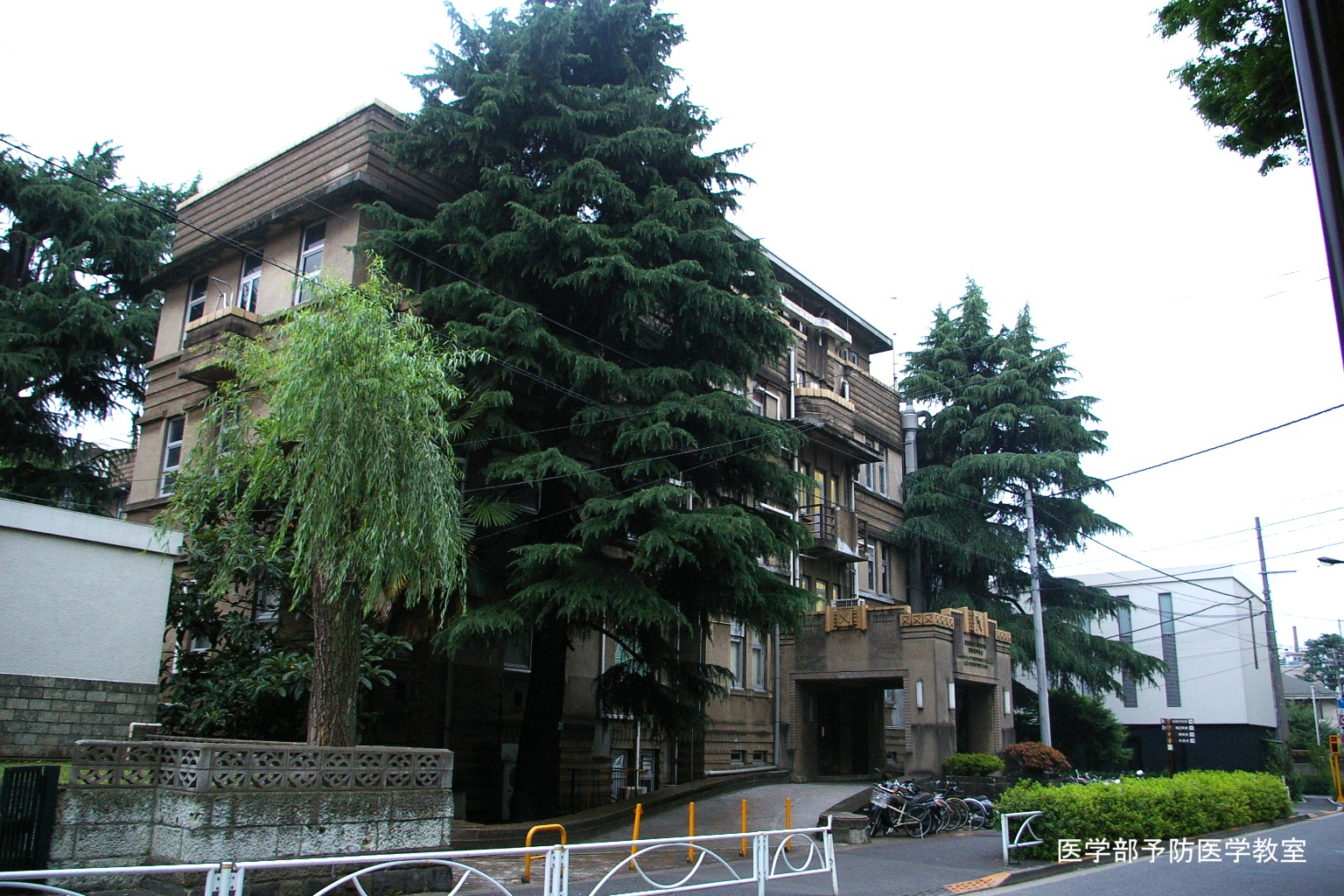
慶應義塾大学医学部予防医学教室（1929年竣工）
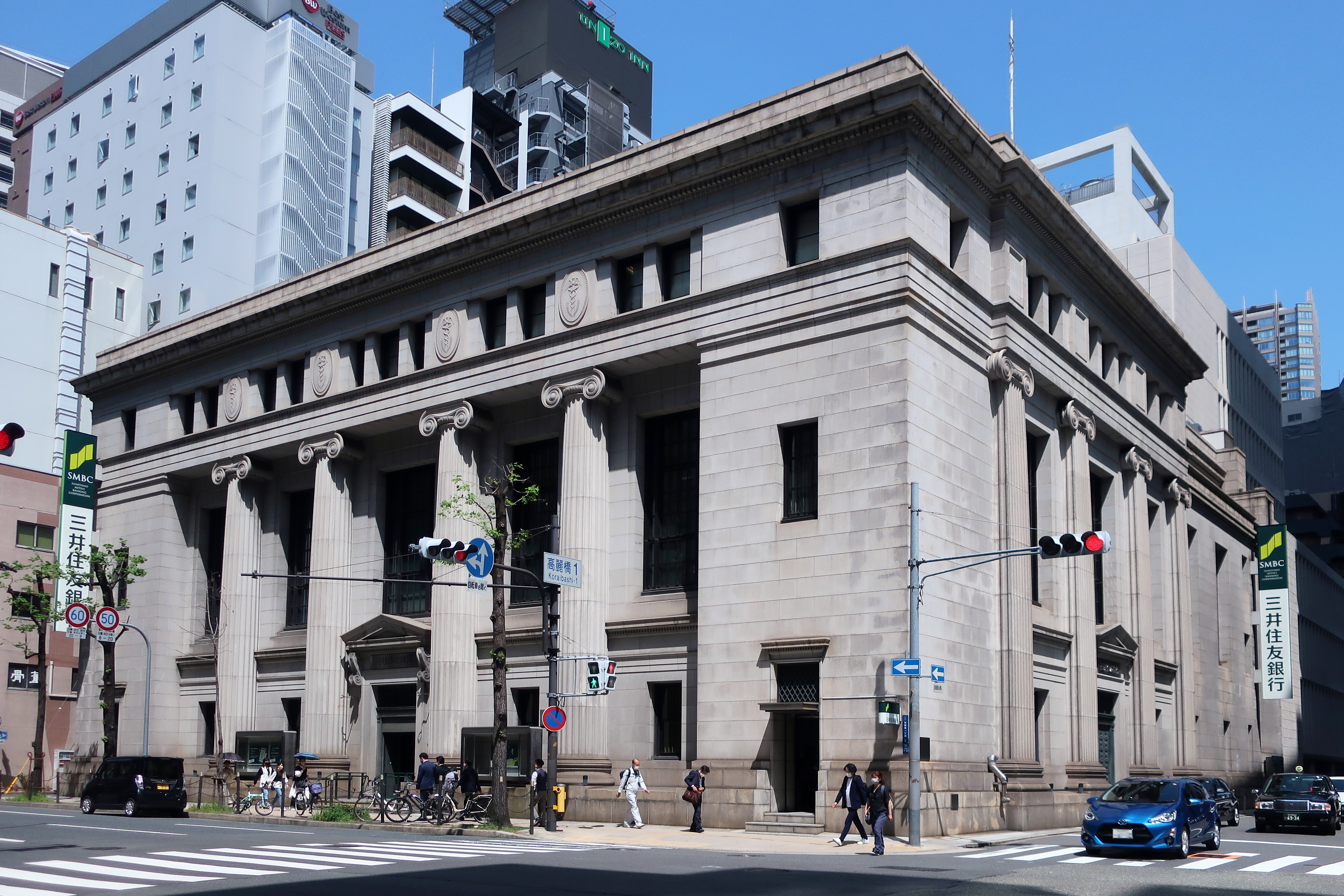
三井住友銀行大阪中央支店（1936年竣工）

## 系譜
- 妻金子は高橋是清の義妹(仙台藩士高橋是忠の長女。1890年11月9日没)[2]。
- 妻（後妻）に久保田政周の実姉しん（1867年生）[3]。
- 長女ミサは、貴族院議員、法制局長官の山川端夫の妻[4]。
- 長男曾禰武は物理学博士。開成高校校長。
- 次女は株式会社東洋電機元社長の上遠野氏の妻。
- 次男曾禰修は公務員。東京都都市計画課にて関東大震災後の復興事業に従事。妻は、岩倉具視の孫。
- 三男曾禰益は外交官。アジア・アフリカ会議（バンドン会議）等に出席。旧民社党書記長。妻・春子は、東急創始者 五島慶太の一人娘。
- 三女は、理学博士・阪大教授で文化勲章受章者の仁田勇の妻。

## その他
- 唐津藩主小笠原家の嗣子・長行の小姓を勤めており、戊辰戦争の際は共に会津に向かうが、長行の命で唐津へ帰っている（設計作品の小笠原伯爵邸の当主は小倉藩主の方）。
- 海軍から三菱に移ったのは海外視察をしたかったためだという。三菱入社後、1893年にシカゴ博覧会等のため渡米、1901年には岩崎久弥に随行しロンドンへ出張した。

## 著作・文献
- 石田潤一郎著、増田彰久写真『日本の建築 明治大正昭和7 ブルジョワジーの装飾』（三省堂、1980年）